# NASCAR Sprint Cup Series 2014
La NASCAR Sprint Cup Series 2014 è stata la 66ª edizione del campionato professionale di stock car. La stagione è cominciata il 15 febbraio con lo Sprint Unlimited per concludersi il 16 novembre con la Ford Ecoboost 400. Il campione in carica costruttori era la Chevrolet mentre Jimmie Johnson era il detentore del titolo piloti.

## Cambi di piloti
Dopo dodici anni Kevin Harvick lascia la Richard Childress Racing per passare alla Stewart-Haas Racing dove piloterà la chevy n°4. Dopo un'ottima stagione alla forniture Row Racing Kurt Bush è passato anche lui alla Stewart-Haas Racing.
Aj Allmedinger ha sostituito Bobby Labonte sulla Toyota n°47 della JTG Daugherty Racing. Ryan Newman ha sostituito Jeff Burton sulla chevy n°31 della Richard Childress Racing. Martin Truex Jr. dopo aver perso lo sponsor NAPA Auto Parts ha lasciato la Michael Waltrip Racing per andare a sostituire Kurt Busch alla Forninure Row Racing. Brian Vickers piloterà a tempo pieno la Toyota n°55 della Michael Waltrip Racing. Dopo sei anni Juan Pablo Montoya ha lasciato la NASCAR e l'Earnhardt-Ganassi Racing per passare in IndyCar alla corte di Roger Penske. Josh wise ha lasciato la Front Row Racing per passare alla Phil Parsons Racing. Kyle Larson ha guidato la chevy n°42 della Earnhardt-Ganassi Racing lasciata libera da Montoya. Michael McDowell ha lasciato la Phil Parsons Racing per accasarsi alla Leavine Family Racing. Parker Kligerman e Cole Whitt si sono divisi la guida della Toyota n°30 della Swan Racing. Michael Annett ha pilotato la chevy della Tommy Boldwin Racing. Austin Dillon (nipote di Richard Childress) ha riportato in pista la leggendaria chevy n°3 della Richard Childress Racing.

## Campionato
Il campionato è stato vinto da Kevin Harvick all'ultima gara su Ryan Newman, Denny Hamlin e Joey Logano.